# 變更影響分析
變更影響分析（IA）為一變更管理中，分析變更的程序。Bohner和Arnold將其定義為 「識別一個變更潛在的影響，或是評估為了實行一個變更，所需要進行的修改」，主要分析的是設計變更的細節及其範圍。相反的，Pfleeger和Atlee關注在變更有關的風險，將變更影響分析定義為「評估和變更有關的風險，包括評估所需的資源、精力及時程」。變更影響分析中，變更對應的修改細節及有關的風險為其關鍵。

## 分類
變更影響分析可分為以下的三類:
- 可追蹤性
- 相依性
- 經驗型

Bohner及Arnold列出二種不同的變更影響分析：可追蹤性及相依性。在可追蹤性變更影響分析中，會整理需求、規格、設計元素及測試之間的對應關係，並分析所提出變更的影響範圍。在相依性變更影響分析中會整理軟體各部份、變數、邏輯及模組之間的關係，並分析所提出變更的結果。相依性變更影響分析的層次會比可追蹤性變更影響分析要詳細。在軟體設計中，可以用靜態及動態程式分析的演算法針對程式處理，進行相依性變更影響分析。其中靜態程序分析會針對程式的架構，而動態程序分析則會在程式執行時收集程式行為的相當資訊。
文獻及工程實務也提出第三種變更影響分析：經驗型。這類的影響分析一般是由專家的設計知識來確認。評審會議、非正式的小組討論以及個別的工程判斷都可以用來確認變更的影響。

## 軟體
- Rational軟體（英语：Rational Software）
- Telelogic（英语：Telelogic）

## 延伸閱讀
- Bohner, S.A. and R.S. Arnold, Eds. (1996). Software Change Impact Analysis. Los Alamitos, California, USA, IEEE Computer Society Press.